# Bernard Jarzina
Bernard Jarzina (ur. 10 sierpnia 1949 w Zabrzu) – polski piłkarz grający na pozycji obrońcy w zespole Górnika Zabrze w latach 1976–1981.
Wychowanek Górnika Biskupice, lokalnego klubu z Zabrza-Biskupic. Jarzina grał także w zespołach: Karkonosze Jelenia Góra i Sparta Zabrze. Latem 1981 roku zamieszkał w RFN.